# Gennes-Val-de-Loire
Ne pas confondre avec Gennes-Val de Loire qui a existé pendant les seules années 2016 et 2017.
Gennes-Val-de-Loire est, depuis le 1er janvier 2018, une commune nouvelle française située dans le département de Maine-et-Loire, en région Pays de la Loire. Elle est issue de la fusion de Gennes-Val-de-Loire, des Rosiers-sur-Loire et de Saint-Martin-de-la-Place.

## Géographie

### Localisation
Commune du nord Saumurois, Gennes-Val-de-Loire est un village d’Anjou situé sur la rive gauche et la rive droite de la Loire, qui se trouve sur la route D 751, Saint-Georges-des-Sept-Voies - Chênehutte-Trèves-Cunault[2], au cœur du parc naturel régional Loire-Anjou-Touraine.
Le chef-lieu de la commune nouvelle, Les Rosiers-sur-Loire, se situe à l'est du département de Maine-et-Loire, à environ 16 kilomètres au nord-ouest du centre de Saumur.[réf. nécessaire]

### Climat
Pour des articles plus généraux, voir Climat des Pays de la Loire et Climat de Maine-et-Loire.
En 2010, le climat de la commune est de type climat océanique dégradé des plaines du Centre et du Nord, selon une étude du CNRS s'appuyant sur une série de données couvrant la période 1971-2000. En 2020, Météo-France publie une typologie des climats de la France métropolitaine dans laquelle la commune est exposée à un climat océanique et est dans la région climatique Moyenne vallée de la Loire, caractérisée par une bonne insolation (1 850 h/an) et un été peu pluvieux.
Pour la période 1971-2000, la température annuelle moyenne est de 12,2 °C, avec une amplitude thermique annuelle de 14,5 °C. Le cumul annuel moyen de précipitations est de 593 mm, avec 11,1 jours de précipitations en janvier et 5,6 jours en juillet. Pour la période 1991-2020, la température moyenne annuelle observée sur la station météorologique de Météo-France la plus proche, « La Menitré », dans la commune de La Ménitré à 7 km à vol d'oiseau, est de 12,8 °C et le cumul annuel moyen de précipitations est de 668,8 mm,. Pour l'avenir, les paramètres climatiques de la commune estimés pour 2050 selon différents scénarios d'émission de gaz à effet de serre sont consultables sur un site dédié publié par Météo-France en novembre 2022.
| Mois                                  | jan.            | fév.             | mars        | avril         | mai           | juin         | jui.           | août         | sep.         | oct.          | nov.            | déc.           | année    |
| ------------------------------------- | --------------- | ---------------- | ----------- | ------------- | ------------- | ------------ | -------------- | ------------ | ------------ | ------------- | --------------- | -------------- | -------- |
| Température minimale moyenne (°C)     | 3,2             | 2,8              | 4,7         | 6,5           | 10            | 13,1         | 14,7           | 14,5         | 11,6         | 9,3           | 5,8             | 3,4            | 8,3      |
| Température moyenne (°C)              | 5,9             | 6,4              | 9,2         | 11,7          | 15,2          | 18,6         | 20,4           | 20,3         | 17,1         | 13,4          | 9               | 6,3            | 12,8     |
| Température maximale moyenne (°C)     | 8,7             | 10               | 13,7        | 16,9          | 20,5          | 24,1         | 26,2           | 26,1         | 22,7         | 17,6          | 12,3            | 9,1            | 17,3     |
| Record de froid (°C) date du record   | −16 17.01.1987  | −14,5 25.02.1986 | −9 01.03.05 | −3 21.04.1991 | 0 08.05.1974  | 3 04.06.1975 | 6,5 11.07.1972 | 6 31.08.1986 | 1 11.09.1972 | −4 30.10.1997 | −7,5 23.11.1993 | −10 30.12.1996 | −16 1987 |
| Record de chaleur (°C) date du record | 18,5 15.01.1975 | 22 27.02.19      | 25 19.03.05 | 30 20.04.18   | 32,5 27.05.05 | 38 21.06.17  | 39 22.07.1990  | 40 10.08.03  | 34 06.09.06  | 30,5 03.10.11 | 23 08.11.15     | 19 07.12.00    | 40 2003  |
| Précipitations (mm)                   | 64              | 49,5             | 48,6        | 53,7          | 55,7          | 43           | 45,8           | 46,9         | 52,5         | 70,1          | 69,9            | 69,1           | 668,8    |

## Urbanisme

### Typologie
Au 1er janvier 2024, Gennes-Val-de-Loire est catégorisée commune rurale à habitat dispersé, selon la nouvelle grille communale de densité à sept niveaux définie par l'Insee en 2022.
Elle appartient à l'unité urbaine de Gennes-Val-de-Loire, une unité urbaine monocommunale constituant une ville isolée,. Par ailleurs la commune fait partie de l'aire d'attraction de Saumur, dont elle est une commune de la couronne,. Cette aire, qui regroupe 31 communes, est catégorisée dans les aires de 50 000 à moins de 200 000 habitants,.

## Histoire
La commune nouvelle de Gennes-Val-de-Loire naît de la fusion de Gennes-Val de Loire, des Rosiers-sur-Loire et de Saint-Martin-de-la-Place. Créée le 1er janvier 2016, Gennes-Val de Loire était le fruit de la fusion de cinq des dix communes de la communauté de communes du Gennois, à savoir Chênehutte-Trèves-Cunault, Gennes, Grézillé, Saint-Georges-des-Sept-Voies et Le Thoureil, officialisée par arrêté préfectoral du 5 octobre 2015. Contrairement à Gennes-Val de Loire qui avait son chef-lieu à Gennes, la commune nouvelle de Gennes-Val-de-Loire a son chef-lieu aux Rosiers-sur-Loire.

## Politique et administration

### Administration municipale
| Période           | Période                         | Identité          | Étiquette | Qualité |
| ----------------- | ------------------------------- | ----------------- | --------- | --- |
| 8 janvier 2018    | 28 mai 2020                     | Jean-Yves Fulneau | DVD       | Retraité 6e vice-président de la CA Saumur Val de Loire (2017 → 2020) |
| 28 mai 2020       | septembre 2021                  | Isabelle Devaux,  | DVD       | Ancienne agricultrice Conseillère départementale de Longué-Jumelles (depuis 2021) 3e vice-présidente de la CA Saumur Val de Loire (2020 → 2021)                                |
| 25 septembre 2021 | En cours (au 26 septembre 2021) | Nicole Moisy      | SE        | Contrôleuse des finances publiques retraitée 3e vice-présidente de la CA Saumur Val de Loire (2021 → ) Élue à la suite de l'élection municipale partielle du 19 septembre 2021 |

### Communes déléguées
| Nom                           | Code Insee | Intercommunalité       | Superficie (km2) | Population (dernière pop. légale) | Densité (hab./km2) |
| ----------------------------- | ---------- | ---------------------- | ---------------- | --------------------------------- | ------------------ |
| Les Rosiers-sur-Loire (siège) | 49261      | CA Saumur Val de Loire | 26,11            | 2 305 (2015)                      | 88                 |
| Chênehutte-Trèves-Cunault     | 49094      | CC du Gennois          | 27,61            | 1 031 (2013)                      | 37                 |
| Gennes                        | 49149      | CC du Gennois          | 32,52            | 2 254 (2013)                      | 69                 |
| Grézillé                      | 49154      | CC du Gennois          | 17,62            | 621 (2013)                        | 35                 |
| Saint-Georges-des-Sept-Voies  | 49279      | CC du Gennois          | 15,22            | 694 (2013)                        | 46                 |
| Saint-Martin-de-la-Place      | 49304      | CA Saumur Val de Loire | 14,84            | 1 149 (2015)                      | 77                 |
| Le Thoureil                   | 49346      | CC du Gennois          | 11,02            | 444 (2013)                        | 40                 |

## Population et société

### Démographie

#### Évolution démographique
L'évolution du nombre d'habitants est connue à travers les recensements de la population effectués dans la commune depuis sa création.

En 2022, la commune comptait 8 452 habitants, en évolution de −2,62 % par rapport à 2016 (Maine-et-Loire : +2,12 %, France hors Mayotte : +2,11 %).
| 2015  | 2020  | 2022  |
| ----- | ----- | ----- |
| 8 615 | 8 480 | 8 452 |

#### Pyramide des âges
La population de la commune est relativement âgée. En 2018, le taux de personnes d'un âge inférieur à 30 ans s'élève à 31,2 %, soit un taux inférieur à la moyenne départementale (37,2 %). À l'inverse, le taux de personnes d'un âge supérieur à 60 ans (31,5 %) est supérieur au taux départemental (25,6 %).
En 2018, la commune comptait 4 261 hommes pour 4 400 femmes, soit un taux de 50,80 % de femmes, inférieur au taux départemental (51,37 %).
Les pyramides des âges de la commune et du département s'établissent comme suit :
| Hommes | Classe d’âge | Femmes |
| ------ | ------------ | ------ |
| 0,9    | 90 ou +      | 2,6    |
| 8,4    | 75-89 ans    | 11,0   |
| 20,0   | 60-74 ans    | 19,9   |
| 20,4   | 45-59 ans    | 19,2   |
| 17,2   | 30-44 ans    | 18,0   |
| 12,6   | 15-29 ans    | 11,5   |
| 20,4   | 0-14 ans     | 17,8   |

| Hommes | Classe d’âge | Femmes |
| ------ | ------------ | ------ |
| 0,9    | 90 ou +      | 2,1    |
| 7      | 75-89 ans    | 9,5    |
| 16,2   | 60-74 ans    | 16,9   |
| 19,4   | 45-59 ans    | 18,7   |
| 18,2   | 30-44 ans    | 17,5   |
| 18,8   | 15-29 ans    | 17,6   |
| 19,5   | 0-14 ans     | 17,6   |

## Économie

### Tissu économique
Aux Rosiers-sur-Loire en 2008, sur les 220 établissements présents dans la commune, 51 % relevaient du secteur du commerce et des services et 25 % de celui de l'agriculture[43]. Deux ans plus tard, en 2010, sur 228 établissements présents dans la commune, 23 % relevaient du secteur de l'agriculture (pour une moyenne de 17 % sur le département), 7 % du secteur de l'industrie, 10 % du secteur de la construction, 52 % de celui du commerce et des services et 8 % du secteur de l'administration et de la santé[15].
Sur 238 établissements présents dans la commune à fin 2014, 15 % relevaient du secteur de l'agriculture (pour une moyenne de 11 % sur le département), 10 % du secteur de l'industrie, 8 % du secteur de la construction, 56 % de celui du commerce et des services et 12 % du secteur de l'administration et de la santé[16].
À Gennes, sur 181 établissements présents dans la commune à fin 2010, 14 % relevaient du secteur de l'agriculture (pour une moyenne de 17 % sur le département), 11 % du secteur de l'industrie, 11 % du secteur de la construction, 51 % de celui du commerce et des services et 14 % du secteur de l'administration et de la santé[16].

## Culture locale et patrimoine

### Lieux et monuments
- Église Notre-Dame des Tuffeaux.
- Église de Saint-Pierre-en-Vaux de Saint-Georges-des-Sept-Voies.
- Abbaye Saint-Maur de Glanfeuil.
- Église Saint-Genulf du Thoureil.
- Église Saint-Gervais-et-Saint-Protais de Bessé.
- Église Saint-Vétérin de Gennes.
- Église Saint-Eusèbe de Gennes.
- Église Saint-Aubin de Trèves.
- Église Notre-Dame de Cunault.
- Église Saint-Maxenceul de Cunault.
- Chapelle Saint-Macé de Chênehutte-Trèves-Cunault.
- Hermitage Saint-Jean.
- Église Saint-Barnabé de Saint-Georges-des-Sept-Voies.
- Église Saint-Martin de Saint-Martin-de-la-Place.
- Prieuré de la Madeleine de Boumois.
- Église Notre-Dame des Rosiers-sur-Loire.